# Jan Boven
Jan Boven (Delfzijl, 28 de febrero de 1972) es un exciclista neerlandés.
Fue profesional desde 1996 hasta 2008 y efectuó la totalidad de su carrera en el equipo neerlandés Rabobank. Tras acabar su carrera, se convirtió en director deportivo del mismo equipo en 2008.

## Palmarés
1996
- 1 etapa de la Teleflex Tour

## Resultados en Grandes Vueltas y Campeonatos del Mundo
| Carrera         | Carrera         | 1996 | 1997 | 1998 | 1999 | 2000 | 2001 | 2002  | 2003  | 2004 | 2005 | 2006 | 2007 | 2008 |
| --------------- | --------------- | ---- | ---- | ---- | ---- | ---- | ---- | ----- | ----- | ---- | ---- | ---- | ---- | ---- |
|                 | Giro de Italia  | —    | —    | —    | —    | —    | —    | 57.º  | —     | —    | —    | —    | —    | —    |
|                 | Tour de Francia | —    | —    | —    | —    | Ab.  | —    | —     | —     | —    | —    | —    | —    | —    |
|                 | Vuelta a España | —    | —    | —    | 63.º | —    | 98.º | —     | 141.º | Ab.  | Ab.  | —    | —    | —    |
| Mundial en Ruta | Mundial en Ruta | —    | —    | —    | Ab.  | —    | Ab.  | 137.º | Ab.   | Ab.  | —    | Ab.  | —    | —    |

—: no participa

Ab.: abandono